# Heinrich Sievers (Jurist)
Johann Daniel Heinrich Sievers (* 27. Februar 1848 in Hildesheim; † 4. Oktober 1918 in Leipzig) war Senatspräsident am Reichsgericht.

## Leben
Nach dem Besuch des Gymnasiums in Bonn studierte er Rechtswissenschaften in München, Göttingen, Heidelberg und Bonn. Er nahm als Einjährig-Freiwilliger am  Krieg von 70/71  im Husaren-Regiment Nr. 7 teil. Mitte Juli 1870 wurde Sievers vereidigt und als Referendar in Frankfurt am Main und Bonn tätig. Er war verheiratet mit Charlotte Stintzing. 1876 ergriff er zunächst den Beruf des Rechtsanwalts. Er war lange Jahre in Bremen tätig. 1879 wurde er Regierungsanwalt. 1892 ernannt man ihn zum Oberlandesgerichtsrat in Hamburg, 1896 kam er auf Vorschlag der Hansestädte an das Reichsgericht. 1912 wurde er Präsident des II. Zivilsenat des Reichsgerichts. Er verstarb im Amt. Dr. Sievers war Führer der sächsischen Nationalliberalen.

## Werke (Auswahl)
- "Duplikate und Kopien von Wechseln nach Englischem Recht : Ein Rechtsfall", Archiv für Theorie und Praxis des allgemeinen deutschen Handels- und Wechselrechts, Neue Folge Band 22 = Band 47 (1887), S. 45.
- "Was ändert das neue Handelsgesetzbuch im Seerechte?" Deutsche Juristen-Zeitung, Jahrgang 2 (1897), Sp. 289.
- "Empfiehlt es sich, die Verantwortlichkeit der Mitglieder des Aufsichtsrats einer Aktiengesellschaft genauer zu bestimmen?" Deutsche Juristen-Zeitung, Jahrgang 11 (1906), Sp. 901.